# 紀守常

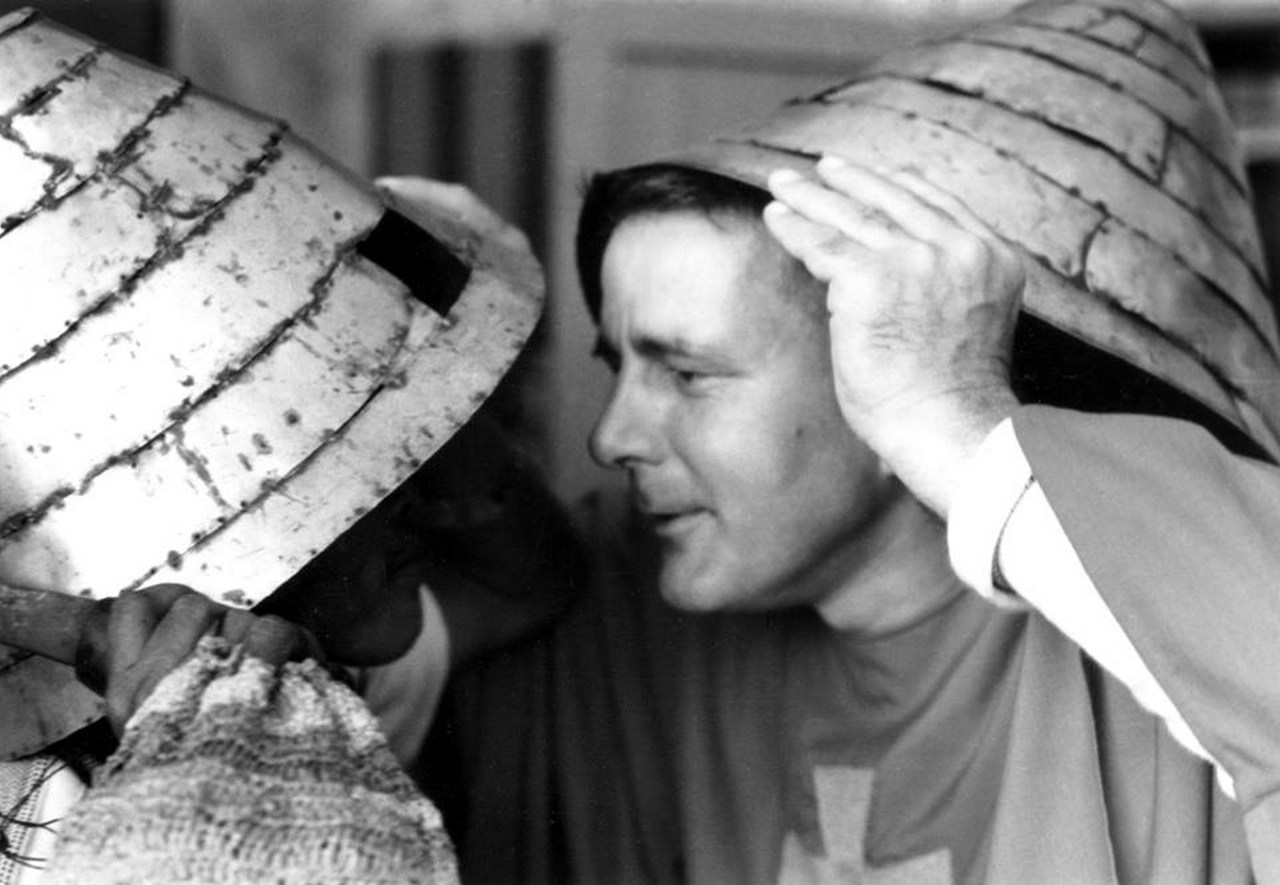
紀守常神父與蘭嶼達悟人進行碰鼻禮

紀守常（德語：Giger Alfred，1919年3月15日—1970年3月10日），達悟名 Si Sasagazo（「舉揚起的人」之意），生於瑞士，天主教神父與傳教士，隸屬白冷外方傳教會。為傳播天主教，長年深入蘭嶼達悟人日常生活，提供他們心靈、物資及教育幫助，而被稱作「達悟之父」或「蘭嶼之父」。曾主演邵氏電影蘭嶼之歌 。

## 生平
1919年3月15日，紀守常出生於瑞士格拉斯一個虔誠的天主教家庭。此後，他在中學時期選擇進入白冷會學校就讀。1938年，他自中學畢業並在隔年加入白冷會，自願前往遠東地區傳教。1945年3月底晉鐸之後，他進入弗里堡大學學習中文一年。隨後，紀守常神父獲准前往中國傳教，但不久即被中國共產黨驅逐離境。
1952年，紀守常神父前往日本宣教並學習日語。
1954年1月，紀神父前往臺灣，並在錫質平神父安排下於臺東縣鹿野鄉及馬蘭天主堂等地傳教；7月，紀神父從高雄乘船至蘭嶼，並在8月1日抵達後展開宣教活動。在蘭嶼，他積極參與融入當地社會，不分教友與否，一概盡力接濟，給與生活物資。也致力於使教育普及當地孩童之間，使職業訓練遍及當地婦女，使當地文化得以被傳承，並經常為捍衛達悟族人政治權益向有關當局挺身而出。
在1960年代，當局開始在臺灣地區普遍實施徵兵制，有鑑於許多子弟在被日治時期被強徵至南洋擔任高砂義勇隊後一去不歸，且當時鄉內許多男丁皆不諳中華民國國語，在離鄉生活上有巨大障礙，蘭嶼鄉鄉民代表林新羽向當局請願要求當局推遲當地徵兵實行，遭情治單位逮捕訊問，並隨後移送臺北。紀神父在聞訊後趕至臺北，進入審訊現場向有關人員懇求釋放林新羽。
1970年3月9日，紀神父自臺東乘夜車陪同數位鹿野阿美族女性前往西部地區學習家政技藝；10日凌晨，他所搭乘的計程車在臺南縣新營鎮衝撞路樹，他在送醫急救不久後被宣告死亡。當消息傳回臺東時，蘭嶼許多民眾前往紅頭天主堂為他禱告，蘭嶼鄉公所降半旗以表哀悼。三天後，他的遺體被運回臺東馬蘭天主堂舉行殯葬彌撒，臺東縣長黃鏡峰到場致意。他被下葬於臺東縣成功鎮小馬天主堂。

## 紀念
在紀守常神父過世後，達悟族人突破不接近墓地之傳統禁忌，年年前往紀神父墓前致意。
2013年，「財團法人紀守常紀念文教基金會」經各界捐款支持成立。

## 達悟族語稱號由來
紀守常神父總是在舉行宗教儀式時向著太陽高舉雙手。

## 相關著作

### 電影
- 《蘭嶼之歌》（飾演一位天主教神父）[15]

### 研究作品

#### 研究報告
- 《達悟宗教變遷與民族發展》，席萳．嘉斐弄（Sinan- Jyavizong），臺北：南天書局有限公司，2009。
- 《海岸山脈的瑞士人》，范毅舜，積木文化，2008。
- 《公東的教堂：海岸山脈的一頁教育傳奇》，范毅舜，本事文化，2012。

#### 專書
- 《達悟之父——紀守常影像集 （页面存档备份，存于）》，席萳．嘉斐弄（Sinan- Jyavizong），臺北：南天書局有限公司，2010。
- 《蘭嶼之父紀守常》，Syaman Macinanao，臺東：蘭嶼天主教文化研究發展協會，2004。

## 外部連結
- 財團法人紀守常紀念文教基金會 （页面存档备份，存于）
- 紀守常神父97歲生日快樂 （页面存档备份，存于）
- 天主教蘭嶼堂區記事年表